# Kaspar Georg Karl Reinwardt

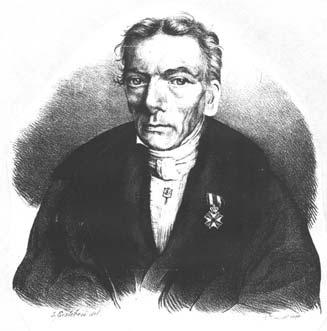
Kaspar Georg Karl Reinwardt

Kaspar Georg Karl Reinwardt (auch Caspar Georg Carl Reinwardt; * 5. Juni 1773 in Lüttringhausen; † 6. März 1854 in Leiden) war ein deutscher Naturforscher und Botaniker in den Niederlanden. Sein botanisches Autorenkürzel lautet „Reinw.“ 

## Leben
Der Sohn des Johann George Reinwardt und dessen Frau Katharina Goldenberg verzog bald nach seiner Geburt mit seiner Familie nach Lennep. Den ersten Unterricht erhielt er vom Vater; als dieser jedoch früh verstarb, fand er in seiner Mutter und seinem Onkel Melchior Goldenberg weitere Ausbilder. Er besuchte auch das Gymnasium in Lennep. Sein älterer Bruder Johann Christoph Matthias Reinwardt war nach dem Tod seines Vaters zu Verwandten nach Amsterdam gegangen und hatte dort 1787 eine Apotheke übernommen. Zu der Zeit wurde Reinwardt bei ihm Apothekerlehrling. In Amsterdam kam Reinwardt in Kontakt mit einigen Wissenschaftlern, unter ihnen Gerardus Vrolik (1775–1859), welcher am Athenaeum Illustre Unterricht in Anatomie und Botanik erteilte und welches Reinwardt besuchte.
Vor allem seine entwickelten Fähigkeiten in Chemie, Medizin und Botanik sorgten dafür, dass er 1800 als Nachfolger Christian Paulus Schachts (1767–1782) die Professur der Naturgeschichte an der Universität Harderwijk angeboten bekam. Seine Antrittsrede hielt er Over de geestdrift waarmede de beoefenaars der Naturlijke Historie, en inzonderheid der Kruidkunde voor hunne studiën zijn. Zu seiner Professur verlieh ihm der akademische Senat der Hochschule die Ehrendoktorwürde der Philosophie und Medizin, woraufhin er am 10. Juni 1801 die Rede De ardore quo Historiae Naturalis imprimis Botanicae cultores, ad sua studia feruntur (Harderwijk 1801) hielt. Nachdem er 1803 auch Rektor der Alma Mater geworden war, folgte er 1808 einer Berufung des holländischen Königs Louis Bonaparte als Direktor des künftigen botanischen, zoologischen Gartens und derer Museen.
Dafür diente er dem König in Soest, in Haarlem und Amsterdam. Kurz bevor der König nach Frankreich zurückging, wurde Reinwardt Professor der Chemie, Pharmakologie und Naturgeschichte am Athenaeum Illustre in Amsterdam, wozu er am 5. November 1810 die Rede hielt Oratio de Chemiae et Hist. Nat. studiis rite instituendis (deutsch: „Über die rechte Art Chemie und Naturgeschichte zu studieren“. Amsterdam 1810). Nach der Befreiung von den Franzosen wollten die Niederlande ihre Macht in ihren Kolonien wieder stärken. Reinwardt wurde gebeten, die königliche Kommission für die Kolonien als Direktor der landwirtschaftlichen Angelegenheiten, Wissenschaft und Kunst zu übernehmen, womit die Glanzperiode seines Lebens begann.

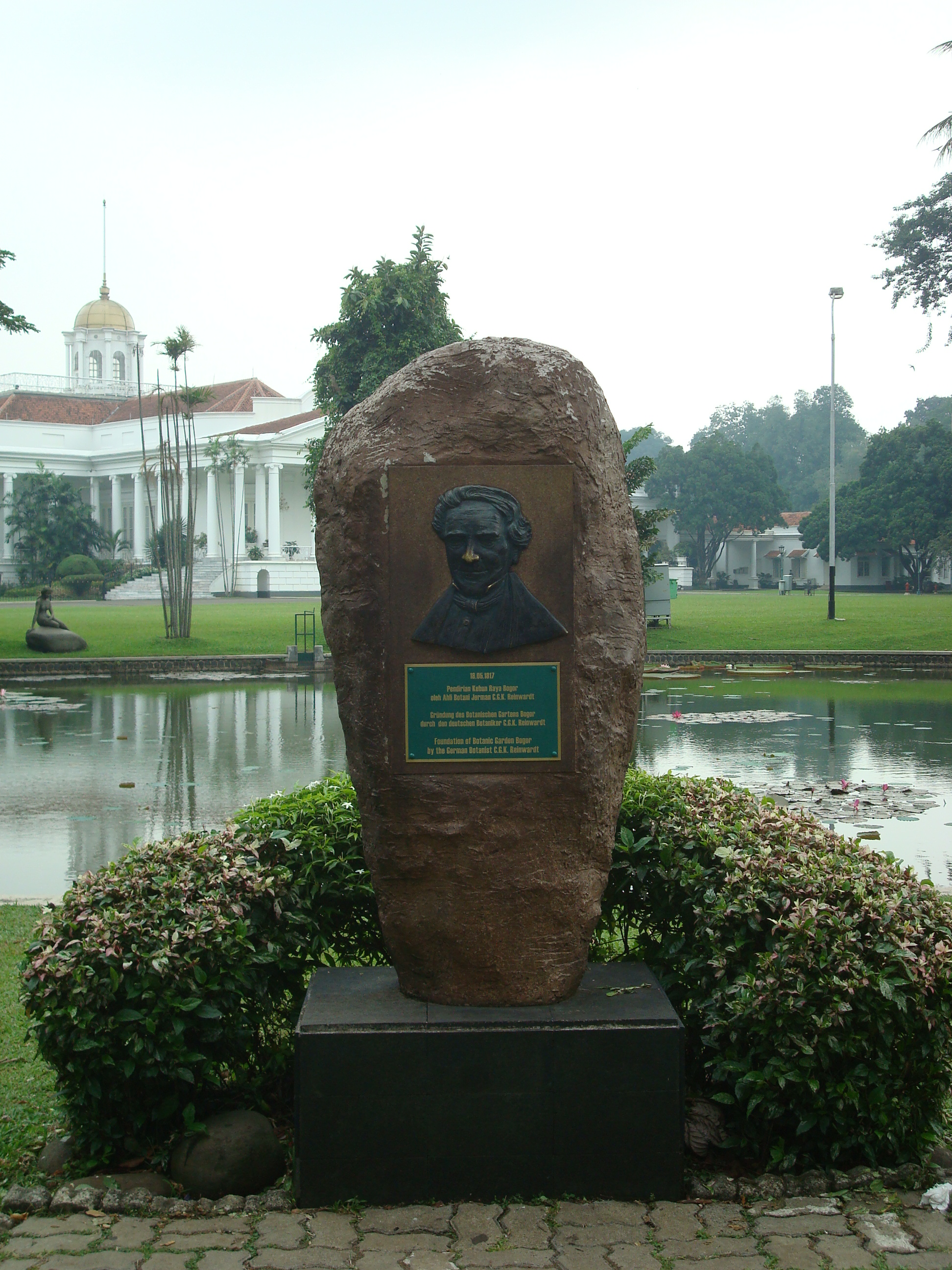
Gedenkstein für Kaspar Georg Karl Reinwardt vor dem Istana Bogor

Dazu bereiste die ihm angehörige Kommission Java, wo sie am 16. April 1816 in Batavia, dem heutigen Jakarta, ankam. Sechs Jahre lang widmete er sich dort den unterschiedlichsten Aufgaben. Er reformierte das dortige Schul- und das Medizinwesen und versuchte die dortige Landwirtschaft zu verbessern, engagierte sich für die Erforschung der heimischen Flora und führte dort Versuche von Kreuzungen fremder Gewächse mit einheimischen Pflanzen durch. Zu diesem Zweck entwarf er den Plan in Buitenzorg, dem heutigen Bogor, einen botanischen Garten einzurichten. Dort sollten alle Pflanzen des Archipels vereint werden. Diesen Plan genehmigte am 18. Mai 1817 die niederländische Regierung, welches seitdem als Gründungsdatum des Kebun Raya Bogor Parks gilt. Reinwardt wurde der erste Direktor des Botanischen Gartens. Er unternahm mehrere Expeditionen, um die Pflanzen zu sammeln, die er dem Leiter des Hortus Botanicus Leiden  sendete. Er stellte auch Untersuchungen über eine Salpeterherstellung an, jedoch folgte die niederländische Regierung seinen Ratschlägen nicht.
Als seine Hauptaufgabe sah er jedoch die Erforschung des ostindischen Archipels in naturhistorischer Hinsicht an. 1817 bereiste er Ostjava und sandte im Oktober die erste große Sammlung von Naturalien nach Holland, welche aber durch Schiffbruch verloren ging. Im Oktober 1818 bestieg er den in heftiger Eruption befindlichen Gunung Guntur und berichtete über seine Beobachtungen. Die zweite und dritte große Naturalien- und ethnographische Sammlung, welche er 1818 und 1819 nach Europa sendete, hatte dasselbe Los wie die erste, die beiden Schiffe gingen unter und mit ihnen die Sammlungen. 1819 wurden seine Reisen auf Java und in benachbarten Gegenden fortgesetzt. Die späteren Sammlungen Reinwardts verfolgte nicht das gleiche Unglück wie die drei ersten, sie gelangten alle nach Europa in das gerade errichtete Hortus Botaniker. Nach dem Tod von Sebald Justinus Brugmans berief ihn die Universität Leiden als Professur der Botanik, Naturgeschichte und Chemie. Es wurde ihm jedoch erlaubt, bis Ende 1821 in Niederländisch-Ostindien zu bleiben, während dieser Zeit wirkte in Leiden Johann Clarisse kommissarisch in seiner Stellung. Er unternahm eine weitere Expedition nach Timor, den Molukken und Sulawesi.
Ende 1822 kehrte er in die Niederlande zurück, wo er am 3. Mai 1823 seine Antrittsvorlesung Oratio de augmentis quae historiae naturali ex Indiae investigatione accesserunt (deutsch: Über die Bereicherungen, welche die Naturgeschichte durch die Erforschung Indiens erfahren hat), Leiden 1823, hielt, und wurde Direktor des Hortus Botaniker in Leiden. 22 Jahre lang konnte er sich in Leiden dem Unterricht der Chemie, der Botanik und der Mineralogie widmen. Reinwardt veröffentlichte 1831 einen Katalog der Pflanzen, die im Leidener Hortus Botaniker wuchsen. Mit 5600 Arten und Sorten hatte er eine Steigerung von fast 600 Sorten seit 1822 erzielt. Insbesondere wurden die Zahlen der australischen, chinesischen und japanischen Pflanzen angebaut. Der Anstieg der Zahl der Pflanzen aus dem Fernen Osten wurde durch die Bemühungen von Philipp Franz von Siebold, der diese dem Botanischen Garten Leiden zur Verfügung gestellt hatte, vermehrt. 1832 war er Rektor der Alma Mater in Leiden und trat ab mit einer Rede De Geologiae ortu et progressu (deutsch: „Über Ursprung und Fortschritt der Geologie“. Leiden 1837) von diesem Amt ab.

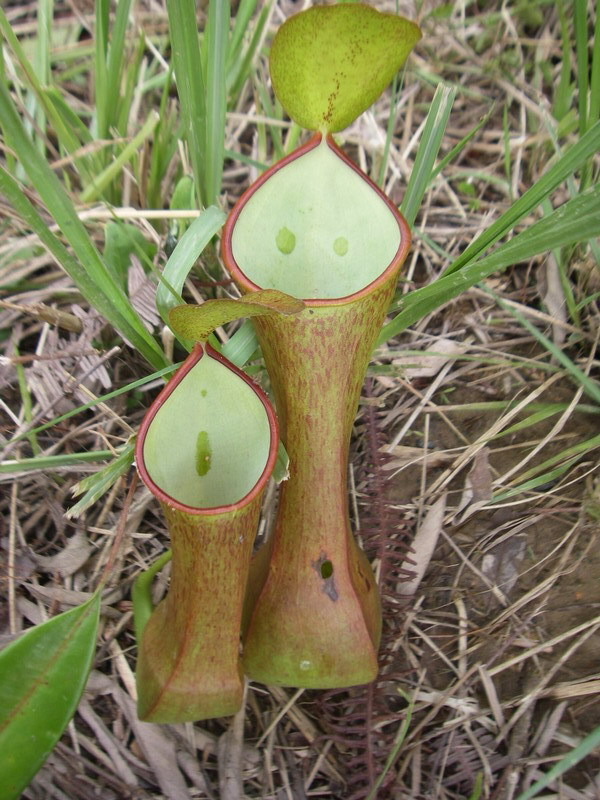
Nepenthes reinwardtiana

Zudem veröffentlichte Reinwardt viele Aufsätze in den Fachjournalen seiner Zeit. 1845 ging Reinwardt in den Ruhestand und starb neun Jahre später. Er war Ritter des niederländischen Löwenordens und seit dem 28. November 1828 Mitglied der Akademie der Naturforscher. Zudem gehörte er auch anderen Gelehrtengesellschaften in Amsterdam, Gent, Brüssel, Leiden, Jena und Paris an. Sein Nachfolger als Direktor und Professor der Botanik war Willem Hendrik de Vriese, der ein unveröffentlichtes Manuskript von Reinwardt als Plantae Reinwardtianae abgeschlossen und veröffentlicht hatte. 1821 wurde er zum Mitglied der Leopoldina gewählt. Die Reinwardt Akademie, welche sich als Fakultät um das kulturelle Erbe und die Museologie in der Amsterdam School of the Arts widmet, hat man nach Reinwardt benannt.
Einige der Gattungen, Arten, und Unterarten, die ihm zu Ehren benannt sind:
- Farancia abacura reinwardtii Schlegel 1837, eine nordamerikanische Natter
- Reinwardtia Barthélemy Dumortier, eine Pflanzengattung aus der Familie der Leingewächse (Linaceae)
- Reinwardtiodendron Koord., eine Pflanzengattung aus der Familie der Mahagonigewächse (Meliaceae)[5]
- Die Kannenpflanze Nepenthes reinwardtiana wurde von Friedrich Anton Wilhelm Miquel nach ihm benannt.
- Reinwardtoena, eine Vogelgattung aus der Familie der Tauben (Columbidae).
- Reinwardttaube (Reinwardtoena reinwardtii), eine in Indonesien beheimatete Taubenart
- Reinwardttrogon (Harpactes reinwardtii), eine Vogelart aus der Familie Trogonidae
- Rhacophorus reinwardtii, eine Froschart aus der Familie der Ruderfrösche (Rhacophoridae)
- Weißaugendrossling (Turdoides reinwardtii)

Reinwardt beschrieb u. a. mehrere Reptilienarten, allerdings in den Schriften anderer Zoologen:
- Xenopeltis unicolor Reinwardt in Boie 1827[6]
- Laticauda semifasciata Reinwardt in Schlegel 1837[7]

## Schriften
- Tijdschrift voor Natuurk. Wetensch. en Kunsten. Amsterdam 1810–1812
- Redevoering van C.G.C. Reinwardt. Amsterdam 1823 (Online)
- Ueber die natürliche Fruchtbarkeit der ostindischen Inseln, besonders von Java, und über die wahrscheinliche Ursache derselben. 1827
- Über den Charakter der Vegetation auf den Inseln des indischen Archipels. Berlin 1828 (Online)
- Über das Entstehen von Kalk und das Wachsthum der Muscheln und Korallenbänke in tropischen Meeren. 1831
- Über die Art und den Ursprung der eßbaren Vogelnester auf Java. 1838
- Plantae Indiae Batavae Orientalis. Leiden 1856 (Online)